# Johann Jakob Keller (Bierbrauer)
Johann Jakob Keller (* 8. März 1847 in Siblingen; † 25. Dezember 1914 ebenda) war ein Schweizer Bierbrauer und Politiker.

## Leben
Johann Jakob Keller wurde im Haus zum halben Mond in Siblingen als Sohn des Hans und der Verena Keller – Vögeli geboren. Der Vater war Baumeister und Gemeindepräsident und lebte von 1811 bis 1886; die Mutter – sie stammte aus Gächlingen – war ebenfalls 1811 geboren und starb 1882. Jakob war das zweitjüngste von fünf Kindern. Er besuchte in Siblingen die Elementar- und in Neunkirch die Realschule. In Deutschland erlernte er anschließend den Beruf eines Bierbrauers und vervollkommnete seine Ausbildung an der höheren Privatlehranstalt für Landwirte und Brauer in Worms. Einige Jahre arbeitete er in seinem erlernten Beruf in Deutschland und Frankreich. Wegen einer schweren Erkrankung kehrte er jedoch von Annecy (Hochsavoyen) in seine Heimat zurück, wo er sich fortan der Landwirtschaft widmete.

## Politische Ämter
Der Gemeinde Siblingen diente Jakob Keller bald in zahlreichen Funktionen. Als Forstverwalter erweiterte er seine diesbezüglichen Kenntnisse durch den Besuch des ersten kantonalen Forstkursus unter Professor Wiedlisbach. Außerdem war er Zentralverwalter, Friedensrichter, Zivilstandsbeamter, Viehinspektor, Feuerwehrkommandant, Mitglied der Schulbehörde. Vor allem aber wurde er als Nachfolger seines nach Amerika ausgewanderten Bruders Johann Georg (1838–1892) im Jahre 1885 zum Gemeindepräsidenten gewählt. Dieses Amt bekleidete er während zehn Jahren bis zu seinem Eintritt in die kantonale Exekutive.

## Militär
Beim Militär brachte es Jakob Keller bis zum Feldweibel der Kavallerie. In jungen Jahren leistete er bei der Schwadron 16 anlässlich des Deutsch-Französischen Krieges von 1870/71 Grenzwachtdienst.